# De Ware Jacob
De Ware Jacob was een Nederlands humoristisch-satirisch tijdschrift, ontstaan aan het begin van de 20e eeuw. Vanaf 3 oktober 1901 kon men kennismaken met De Ware Jacob, tot december 1911. Tot november 1914 was er geen Ware Jacob meer te koop, maar toen verscheen een nieuwe uitgave tot april 1916.
Verschillende Nederlandse tekenaars maakten hun spotprenten in het blad, waaronder Jan Feith, die onder het pseudoniem Chris Kras Kz. zijn tekeningen liet verschijnen; Koos Speenhoff droeg zijn steentje bij en ook Jan Rotgans hoorde bij de vaste tekenaars.
De uitgever was de Nederlandsche Kiosken Maatschappij in Rotterdam.

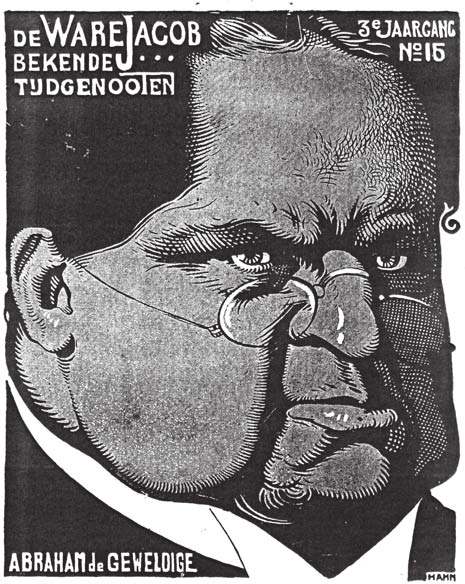
Omslag door Albert Hahn (jan. 1904)
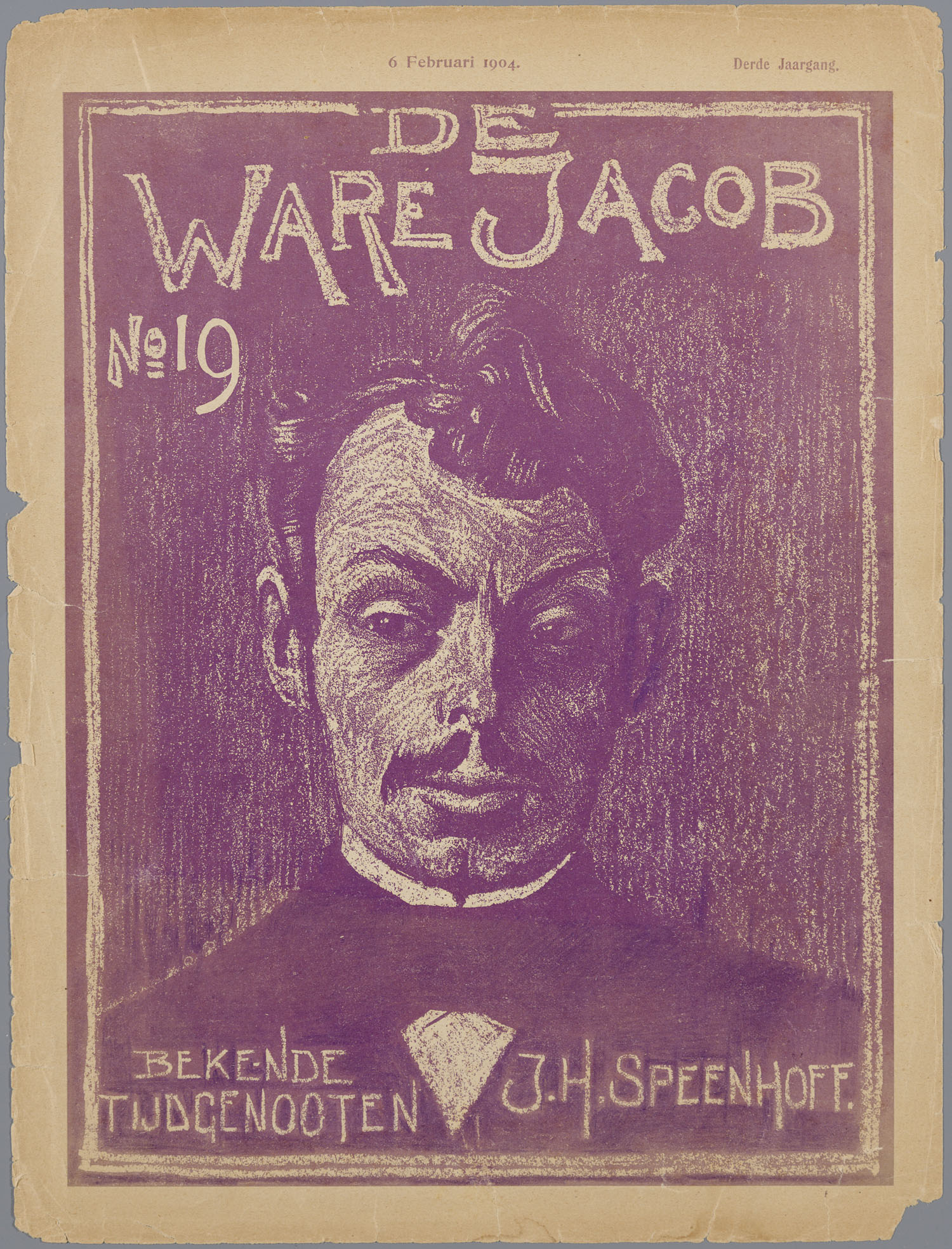
Omslag (feb. 1904)
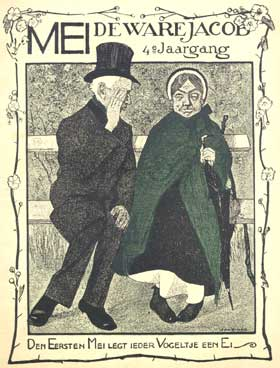
Omslag door Jan Rinke (mei 1904)
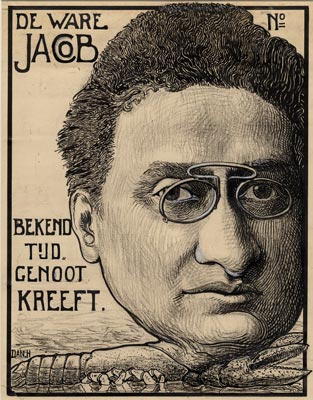
Omslag door Daan Hoeksema
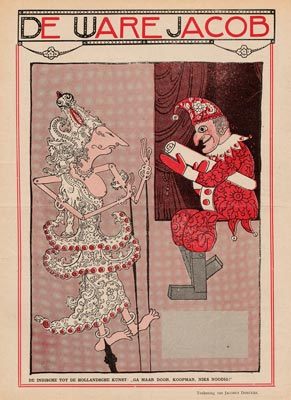
Omslag door Ko Doncker (1908)

## Tekenaars voor De Ware Jacob
- Tjeerd Bottema
- Ko Doncker
- Kees van Dongen
- Albert Hahn
- Daan Hoeksema
- Leen Jordaan
- Chris Kras Kz. (Jan Feith)
- Anton Kristians
- Patrick Kroon
- Jan Rinke
- Jan Rotgans
- Willy Sluiter
- Jan Sluijters
- Koos Speenhoff
- Ton van Tast (Anton van der Valk)

## Publicaties
- H. Winkel: De Ware Jacob. Spotblad uit het begin van de twintigste eeuw. Zutphen, De Walburg Pers, 1986. ISBN 9789060114599
- Nop Maas: 'De Ware Jacob'. In: Satirische tijdschriften (1998)